# Ercole Baldini
Ercole Baldini (Forli, 26 januari 1933 – aldaar, 1 december 2022) was een Italiaans wielrenner, die vooral sterk was in het tijdrijden en ook erg goed kon klimmen.

## Carrière
Als 21-jarige vestigde hij het werelduurrecord bij de amateurs (44,870 km), wat hem de bijnaam Forlì's locomotief opleverde.
In 1956 werd hij Olympisch kampioen op de weg in Melbourne, ook werd hij Italiaans en wereldkampioen achtervolging op de baan en onttroonde hij Jacques Anquetil als werelduurrecordhouder bij de profs; op de Vigorellibaan in Milaan reed hij 46,394 km.
Als professional won hij in 1957 de Trofeo Baracchi (samen met Fausto Coppi) en werd hij Italiaans kampioen op de weg. In 1958 won hij de Giro d'Italia (voor Jean Brankart en Charly Gaul), werd hij opnieuw Italiaans kampioen op de weg en veroverde hij de wereldtitel door in Reims de Fransen Louison Bobet en André Darrigade te verslaan. Dat jaar was hij opnieuw de primus in de Trofeo Baracchi (ditmaal samen met Aldo Moser). Deze wedstrijd won hij eveneens in 1959 (opnieuw samen met Aldo Moser) en in 1961 (samen met Joseph Velly). Baldini eindigde in 1959 zesde in de Ronde van Frankrijk, die gewonnen werd door Federico Bahamontes.
Baldini overleed op 89-jarige leeftijd.

## Belangrijkste overwinningen
1956
- Italiaans kampioen Achtervolging (baan), Amateurs
- Wereldkampioen Achtervolging (baan), Amateurs
- Olympisch kampioen op de weg, Amateurs
- Werelduurrecord
- Trophée Gentil

1957
- Ronde van Lazio
- Ronde van Romagna
- GP Lugano
- Italiaans kampioenschap op de weg, Elite
- Trofeo Baracchi (met Fausto Coppi)
- 12e etappe Ronde van Italië

1958
- 2e, 8e, 15e en 17e etappe Ronde van Italië
- Eindklassement Ronde van Italië
- GP Industria & Commercio di Prato
- Italiaans kampioenschap op de weg, Elite
- 3e (deel B) en 6e (deel A) etappe Rome-Napels-Rome
- Grote Prijs Forlì
- Trofeo Baracchi (met Aldo Moser)
- Trofeo Matteotti
- WK op de weg, profs, Reims

1959
- GP Faema
- GP Forlì
- 18e etappe Ronde van Frankrijk
- Trofeo Baracchi (met Aldo Moser)
- Ronde van Emilië

1960
- GP des Nations

1961
- Milaan-Mantua
- Trofeo Baracchi (met Joseph Velly)

1962
- GP Forlì

1963
- Ronde van Reggio Calabria
- GP Forlì
- Coppa Placci

## Resultaten in voornaamste wedstrijden
| Jaar | Ronde van Italië | Ronde van Frankrijk | Ronde van Spanje |
| ---- | ---------------- | ------------------- | ---------------- |
| 1957 | ↑ (1)            |                     |                  |
| 1958 | ↑ (4)            |                     |                  |
| 1959 | 17e              | 6e (1)              |                  |
| 1960 | 41e              | 33e                 |                  |
| 1961 | opgave           |                     |                  |
| 1962 | 7e               | 8e                  |                  |
| 1963 | 26e              |                     |                  |
| 1964 | opgave           | opgave              |                  |

| Jaar | Milaan-San Remo | Parijs-Roubaix | Luik-Bast.‑Luik | Ronde van Lombardije | Waalse Pijl |  | WK op de weg |  | Wereldranglijsten |
| ---- | --------------- | -------------- | --------------- | -------------------- | ----------- |  | ------------ |  | ----------------- |
| 1957 | 17e             |                |                 |                      |             |  | 18e          |  |                   |
| 1958 | 10e             |                | 28e             | 8e                   | 7e          |  | ↑            |  | 5e (CDC)          |
| 1959 |                 |                |                 | 21e                  |             |  | 25e          |  |                   |
| 1960 |                 |                |                 |                      |             |  |              |  |                   |
| 1961 |                 | 70e            |                 |                      |             |  | 18e          |  |                   |
| 1962 |                 |                |                 | 7e                   |             |  |              |  |                   |
| 1963 | 62e             |                |                 |                      |             |  |              |  |                   |
| 1964 | 67e             |                |                 |                      |             |  |              |  |                   |

1896: Aristidis Konstantinidis · 
1912: Rudolph Lewis · 
1920: Harry Stenqvist · 
1924: Armand Blanchonnet · 
1928: Henry Hansen · 
1932: Attilio Pavesi · 
1936: Robert Charpentier · 
1948: José Beyaert · 
1952: André Noyelle · 
1956: Ercole Baldini · 
1960: Viktor Kapitonov · 
1964: Mario Zanin · 
1968: Pierfranco Vianelli · 
1972: Hennie Kuiper · 
1976: Bernt Johansson · 
1980: Sergej Soechoroetsjenkov · 
1984: Alexi Grewal · 
1988: Olaf Ludwig · 
1992: Fabio Casartelli · 
1996: Pascal Richard · 
2000: Jan Ullrich · 
2004: Paolo Bettini · 
2008: Samuel Sánchez · 
2012: Aleksandr Vinokoerov · 
2016: Greg Van Avermaet ·
2020: Richard Carapaz ·
2024: Remco Evenepoel